# Arremonops
Arremonops là một chi chim trong họ Emberizidae.